# Vite perdute (film 1992)
Vite perdute è un film del 1992 diretto da Giorgio Castellani.
Nelle intenzioni del regista, è il seguito di Mery per sempre e Ragazzi fuori di Marco Risi.

## Trama
Un gruppo di giovani sbandati di Palermo, formato da Rosario, Filippo e Scimmietta, organizza un sequestro di persona ai danni una ragazza benestante. Durante il sequestro vengono prima intercettati da un'Alfetta della Polizia di Stato, che si mette all'inseguimento della BMW e della Mercedes 190 (entrambe rubate), guidate dai sequestratori.
I poliziotti all'inizio dell'inseguimento uccidono gli occupanti della BMW mandandoli fuori strada, causando però anche la morte della giovane sequestrata che si trovava a bordo, ma poi Rosario che si trova a bordo della Mercedes 190 spara vari colpi di pistola contro l'Alfetta della Polizia, riuscendo a uccidere i poliziotti e a mandare l'auto fuoristrada.
Nonostante il fallimento del sequestro di persona, decidono di entrare nel giro della malavita e di darsi al traffico di droga grazie all'amicizia di un imprenditore malavitoso, che fornisce loro ingenti quantitativi di droga e li fa allenare all'uso delle armi nella sua villa. Ma per guadagnare più soldi decidono di entrare nel mondo della prostituzione uccidendo un magnaccia romano che gestiva alcune prostitute a Palermo, tra cui la sorella di Salvatore.
Grazie ai primi soldi guadagnati illecitamente decidono prima di ammazzare il padre della ragazza che avevano tentato di sequestrare e poi di tentare una rapina all'ippodromo di Palermo, in cui però Rosario viene arrestato. Nonostante il Commissario Valmori cerchi in tutti i modi di arrestare Rosario e i complici delle rapine, egli viene liberato perché Giovanna Raito, sua madre, è la governante e amante dell'onorevole Salvo Virzì, un parlamentare molto ricco ma anche potente e corrotto che per fare un favore alla donna lo fa scarcerare.
Quando Rosario Raito va dall'onorevole a ringraziarlo, questo lo insulta e Rosario per vendetta decide di rapinare il figlio dell'onorevole Virzì, che guida una Ferrari e porta un vistoso Rolex. Non paghi dei guadagni ottenuti, decidono di rapinare una ditta in cui lavora il padre di Pietro. La rapina si trasforma in tragedia quando il padre di Pietro riconosce il figlio che sta compiendo la rapina e viene ucciso da Rosario che poi uccide anche Pietro.
Le forze dell'ordine arrivano sul posto ma non riescono ad arrestare Rosario, poiché lo stesso parlamentare Virzì (non sapendo che il ragazzo ha rapinato suo figlio) riesce a farlo scarcerare nuovamente. In seguito alla morte del padre e del fratello, la ragazza di Pietro, Francesca, si suicida gettandosi da un ponte. Nel frattempo anche Salvatore si separa dal resto del gruppo che lo reputa poco affidabile e che tenta pure di ucciderlo ma questi quasi miracolosamente scampa all'attentato. Decide poi di tentare una rapina in una villa in cui vengono arrestati i suoi complici e lui viene ucciso dopo essere stato inseguito da un'Alfa Romeo Giulietta della Polizia.